# Arthur Conley
Arthur Lee Conley, född 4 januari 1946 i McIntosh County, Georgia, död 16 november 2003 i Ruurlo, Nederländerna, var en amerikansk soulsångare och låtskrivare.
Conley började sin karriär i slutet på 1950-talet, starkt inspirerad av Sam Cooke. Han var god vän med Otis Redding och tillsammans skrev de låten "Sweet Soul Music" som Conley fick sin största hitsingel med 1967. Låten nådde andraplatsen på Billboard Hot 100, och blev även en hit i flera europeiska länder. Uppföljarsingeln "Funky Street" blev en ganska stor hit. Därefter följde inspelningar av andra artisters låtar som "Shake, Rattle and Roll" (1967) och "Ob-La-Di, Ob-La-Da" (1969) vilka blev mindre framgångar. Sin sista listnotering i USA fick han med låten "God Bless" 1970. Han fortsatte ändå att ägna sig åt musik under resten av sitt liv. Han dog i cancer den 16 november 2003 i Nederländerna, dit han hade flyttat på 1970-talet. Sitt sista liveframträdande gjorde han 9 juni 2002.

## Diskografi
- 1967 – Sweet Soul Music
- 1967 – Shake, Rattle & Roll
- 1968 – Soul Directions
- 1969 – The Soul Clan
- 1969 – More Sweet Soul

### Fotnoter
1. 1 2  Find a Grave, Find A Grave-ID: 8103740, läs online, läst: 9 oktober 2017.[källa från Wikidata]
2. ↑  Library of Congress Authorities, USA:s kongressbibliotek, id-nummer i USA:s kongressbiblioteks katalog: n91033292, läst: 1 september 2020.[källa från Wikidata]
3. ↑  https://www.theguardian.com/news/2003/dec/02/guardianobituaries.artsobituaries